# Pardosa alii
Pardosa alii är en spindelart som beskrevs av Benoy Krishna Tikader 1977. Pardosa alii ingår i släktet Pardosa och familjen vargspindlar. Inga underarter finns listade i Catalogue of Life.